# Otto Wirz (Unternehmer)
Otto Wirz (* 14. Juni 1890 in Bern; † 10. April 1976 ebenda) war ein Schweizer Jurist, Unternehmer und Firmensanierer. Bekannt wurde er insbesondere durch die erfolgreiche Rettung und strategische Neuausrichtung der Maschinenfabrik WIFAG AG in Bern, die er von 1941 bis 1976 leitete. Unter seiner Führung wurde das Unternehmen zu einem führenden Hersteller von Rollenoffsetdruckmaschinen. Wirz verkörperte ein unternehmerisches Ideal, das wirtschaftliche Effizienz mit sozialer Verantwortung verband.

## Leben
Otto Wirz wurde am 14. Juni 1890 in Bern geboren. Er war der Sohn des aus Schötz stammenden Gastwirts Jost Wirz und von dessen Ehefrau Emilie, geborene Schürmann. Nach dem Tod des Vaters im Jahr 1910 führte die Mutter den Restaurantbetrieb weiter. Wirz besuchte in Bern die obligatorische Schule und das Progymnasium. Aufgrund finanzieller Engpässe musste er das Handelsgymnasium vorzeitig verlassen und begann 1907 eine Lehre bei der Post in Aarberg, wo er mit dem späteren Mundartautor Emil Balmer (1890–1966) arbeitete. Danach war er bei der Kornhauspost und der Bahnpost tätig, wo er Nachtschichten übernahm, um tagsüber an der juristischen Fakultät der Universität Bern studieren zu können. 1917 erlangte er das Notariatspatent. 1924 heiratete er Martha Oeler, Tochter des Berner Transportunternehmers Albert Oeler.
Ab 1921 war Wirz im Büro Küpfer und Laederach tätig, bevor er 1933 ein eigenes Notariats- und Verwaltungsbüro gründete. Sein wirtschaftlicher Aufstieg begann 1931 mit der Sanierung der Chocolat Tobler AG, für die ihn Gerichtspräsident Arist Rollier (1919–1997) als Sachwalter einsetzte. Dabei knüpfte Wirz eine enge Geschäftsfreundschaft mit Albert Feller (1888–1966), Direktor der Polygraphischen Gesellschaft, der später zu einem seiner wichtigsten Weggefährten wurde.

## Sanierung in der Krise
Die wirtschaftlichen Turbulenzen der 1930er Jahre trafen auch die Winkler, Fallert & Cie. (später Wifag) hart. Die hoch verschuldete Firma verfügte über veraltete Maschinen und hatte nach mehreren Verlustjahren kaum noch flüssige Mittel. Als Hauptgläubigerin stand die ebenfalls angeschlagene Spar- und Leihkasse in Bern vor der Entscheidung, die Wifag zu liquidieren. Deutsche Druckmaschinenhersteller wie MAN und Frankenthal AG zeigten zwar Interesse, planten aber, den Betrieb nach einer Übernahme zu schliessen.
In dieser kritischen Lage übernahm Otto Wirz Verantwortung. Als Vizepräsident des Verwaltungsrats der Spar- und Leihkasse erkannte er die Situation genau und stellte ein Übernahmekonsortium auf die Beine – mit Unterstützung des technisch versierten Karl Bretscher (1883–1966). Dank Wirz’ Vermittlung gelang es, politische und wirtschaftliche Akteure auf lokaler und nationaler Ebene zu mobilisieren und die drohende Schliessung abzuwenden. Damit stellte Wirz sein Krisenmanagement und seine Bedeutung für den Wirtschaftsstandort Bern unter Beweis.

## Werkzeugmaschinenfabrikation während des Kriegs
Während des Zweiten Weltkriegs übernahmen Otto Wirz und Karl Bretscher die Wifag und passten den Betrieb an die Kriegsbedingungen an. Da der Export von Rotationsdruckmaschinen stark zurückging, fokussierte man sich auf Kundenaufträge für die Schweizer Werkzeugmaschinenindustrie, darunter auch Arbeiten für Munitions- und Waffenfabriken. Trotz Materialknappheit hielten sie an der Produktion von Drehbänken fest und begannen mit der Herstellung von Tubendruckmaschinen, was der Firma später Pionierstatus verlieh.
Diese Umstellung half der Wifag, die schwierige Kriegszeit zu überstehen und legte die Basis für den Wiederaufbau nach dem Krieg. Bis 1944 wurden veraltete Maschinen ersetzt, Fachkräfte ausgebildet und das Unternehmen stabilisiert, sodass es sein 40-jähriges Bestehen trotz den widrigen Umständen feiern konnte.

## WIFAG nach dem Krieg: Innovation und wirtschaftliche Entwicklung
Nach dem Krieg setzten Otto Wirz und Karl Bretscher den Drehbankbau fort, doch ab 1948 geriet das Geschäft wegen starker Konkurrenz und günstigen Gebrauchtmaschinen aus den USA und Grossbritannien ins Stocken. 1956 stellte WIFAG die Werkzeugmaschinenproduktion ein und konzentrierte sich zunehmend auf Maschinen für Verpackung und graphische Druckmaschinen, die international erfolgreich waren.
Technologisch reagierte WIFAG auf den Wandel im Druckbereich, vor allem durch den aufkommenden Offsetdruck, und entwickelte schnelle Tiefdruck- und Offsetrotationsmaschinen mit innovativen Funktionen wie Nonstop-Rollenwechslern. Gleichzeitig baute die Firma ihr internationales Team aus und übernahm 1960 die Polytype SA, um ihr Produktportfolio zu erweitern. Bis Anfang der 1960er Jahre wuchs der Umsatz auf über 60 Millionen Franken, und WIFAG etablierte sich als führender europäischer Hersteller von Druck- und Verpackungsmaschinen.

## Soziales Engagement
Otto Wirz verstand sich als sozialer Patron: 1943 gründete er eine Personalfürsorgestiftung, die in den 1950er Jahren um weitere Fürsorgefonds ergänzt wurde. Weiter förderte er faire Arbeitsbedingungen mit Lohntransparenz, Unfallversicherung, Mitbestimmung und betrieb eine Krankenkasse sowie Ferienlager und Fortbildungen für Mitarbeitende. Sein Führungsstil war paternalistisch, aber integrativ, mit Fokus auf Einsatz, Loyalität und Eigenverantwortung. Die Belegschaft schätzte ihn sehr; eine Festschrift ehrte ihn als «sozialen Patron mit wirtschaftlichem Weitblick».

## Nachfolge und Tod
Nach dem Rückzug von Karl Bretscher aus dem Unternehmen im Jahr 1953 übernahm Wirz dessen Aktienanteile. Damit wurde die WIFAG faktisch zum Familienunternehmen. Später trat auch seine Tochter Ursula Wirz (1929–2007) in die Firmenleitung ein. Otto Wirz blieb bis zu seinem Tod aktiv in der Unternehmensführung. Er verstarb am 10. April 1976 in Bern im Alter von 85 Jahren.

## Würdigung
In der Stadt Bern galt Otto Wirz als «Grand Old Man» der lokalen Wirtschaft. Sein Lebenswerk bei der WIFAG war geprägt von einer seltenen Kombination aus Innovationskraft, kaufmännischer Umsicht und sozialem Verantwortungsbewusstsein. Unter seiner Führung entwickelte sich das Unternehmen von einer Krisenfirma zu einem internationalen Technologieträger mit beispielhaften Sozialstandards.
Seine Bedeutung reichte über die Unternehmensgeschichte hinaus – als prägende Figur der Berner Industriepolitik und als Vorbild eines ethisch orientierten Unternehmertums.